# Peter Huchel
Peter Huchel (de son vrai nom Helmut Huchel), né le 3 avril 1903 à Lichterfelde près de Berlin, devenu Berlin-Lichterfelde et mort le 30 avril 1981 à Staufen im Breisgau, est un poète allemand.

## Biographie
Peter Huchel étudie de 1923 à 1926 la littérature et la philosophie à Berlin, Fribourg-en-Brisgau et Vienne. De 1927 à 1930, il voyage en France, en Roumanie, en Hongrie et en Turquie.
En 1930, il se choisit le nom de Peter. Il se lie avec les intellectuels Ernst Bloch, Alfred Kantorowicz et Fritz Sternberg avant d'intégrer la colonie d'artistes de Berlin (de). De 1930 à 1936, il publie ses premiers poèmes inspirés par le paysage dans des revues telles que Die literarische Welt (de), Das Innere Reich, Die Kolonne (de) et Vossische Zeitung. En 1931, il publie un texte en prose Im Jahre 1930 sur la montée du nazisme dans la petite-bourgeoisie. Il rencontre Günter Eich et épouse en 1934 Dora Lassel dont il se sépare en 1946.
De 1934 à 1940, il est auteur pour la radio comme Funk-Stunde Berlin (de) ou Deutscher Kurzwellensender (de) où il évoque la politique de son époque de façon dissimulée. En 1941, il sert dans la Luftwaffe et est fait prisonner des Soviétiques en 1945.
Après avoir été diplômé de l'Antifa-Schule (de) à Rüdersdorf, Huchel devient dramaturge et l'assistant du directeur de Rundfunk der DDR. Il lui succède en 1947. Dans ses écrits, il revient sur son expérience de l'enfance à la guerre.
En 1949, il devient rédacteur en chef du journal littéraire Sinn und Form fondé par Johannes Robert Becher et Paul Wiegler (de) dont il est membre de 1952 à 1971. En 1951, il reçoit le Prix national de la République démocratique allemande. Il publie dans le journal la réaction de Bertolt Brecht aux évènements de 1953. On le pousse à démissionner jusqu'à l'intervention de Brecht. Mais après la mort du dramaturge en 1956, le harcèlement revient et Huchel doit quitter la direction du journal en 1962.
En 1963, il est récompensé en Allemagne de l'Ouest. Pour avoir accepté cette récompense, il lui est interdit de publier et de voyager dans la RDA. Il doit refuser le poste que lui propose l'université Johann Wolfgang Goethe de Francfort-sur-le-Main en 1968. Huchel dépeint dans sa poésie de façon impressionnante le harcèlement inhumain de la Stasi.
En 1971, après l'intervention du recteur de l'académie de Berlin-Ouest, du président du PEN club (dont Huchel est membre depuis 1949) et de Heinrich Böll, le poète doit quitter sa maison de Michendorf et la RDA.
Il fait un séjour à la Villa Massimo à Rome puis s'installe à Staufen im Breisgau. En 1972, il publie un nouveau recueil de poèmes. Il reçoit le Prix de l'État Autrichien pour la littérature européenne et le prix Andreas-Gryphius. En 1976, il est distingué de la médaille Pour le Mérite et devient membre de l'Académie bavaroise des beaux-arts.
Pour lui rendre hommage, le land de Bade-Wurtemberg et Südwestrundfunk créent le Prix Peter-Huchel (de).

## Œuvre (Poèmes)
- Gedichte. 1948
- Chausseen, Chausseen. Gedichte. 1963.
- Die Sternenreuse. Gedichte 1925–1947. 1967.
- Gezählte Tage. Gedichte. 1972.
- Die neunte Stunde. Gedichte. 1979.
- Gesammelte Werke in zwei Bänden. Band 1: Die Gedichte. Band 2: Vermischte Schriften. 1984.
- Wegzeichen. Ein Lesebuch. 1999.
- Langsam dreht sich das Jahr ins Licht. 2003.
- Poesiealbum 277: Peter Huchel., 2007.
- Wie soll man da Gedichte schreiben. Briefe 1925-1977 2000.

### Publications en français
- Trois poètes allemands de la nature. E. Arendt - P. Huchel - G. Maurer., traduit par Pierre Garnier, Éditions André Silvaire, 1958.
- La Tristesse est inhabitable, traduit par Emmanuel Moses, la Différence, 1990.
- Chaussées chaussées, traduction de Chausseen Chausseen par Maryse Jacob et Arnaud Villani, Atelier la Feugraie, 2009.
- Jours comptés, traduction de Gezählte Tage par Maryse Jacob et Arnaud Villani, Atelier la Feugraie, 2011.

## Source, notes et références
1. ↑  « https://www.dla-marbach.de/index.php?id=450&ADISDB=BF&WEB=JA&ADISOI=12245 »

- (de) Cet article est partiellement ou en totalité issu de l’article de Wikipédia en allemand intitulé « Peter Huchel » (voir la liste des auteurs).